# شاهد عيان (مسلسل 2020)
شاهد عيان، مسلسل مصري درامي، من بطولة حسن الرداد وبسمة وهنا شيحة، تدور الأحداث في إطار درامي، حول حياة ضابط شرطة ومحاولاته في البحث عن زوجته الصحفية ندى بعد اختفائها وأوهام الخاطفين له بأنها قتلت.

## قصة المسلسل
تدور أحداث المسلسل حول شخصية الضابط عمر المتزوج من هنا شيحة ولديه ابنة منها الطفلة ريم عبد القادر والذي تسير حياته بشكل طبيعي بين روتين العمل اليومي وروتين الحياة الزوجية، إلا أن تحدث كارثة تقلب حياته رأساً على عقب، حين تتعرض زوجته للقتل.
يذهب الضابط عمر إلى المشرحة للتعرف على جثتها بعد بحث مضني عنها لعدة أيام، ليتلقى صدمته الكبرى بعد معرفته بوفاتها، بعد ذلك يدخل في دائرة بحث جديدة في محاولة لمعرفة سبب قتلها ومن القاتل، واثناء رحلة بحثه تلك يكتشف أشياء لم يكن على علم بها عن شقيقته وينتابه الشك حول سلوكها.
يفقد عمر الثقة في كل من حوله، منهم شقيقته الثانية التي تجسدها بسمة وزوجته و صديقه الذي يجسده وليد فواز، إلى أن يصل للحقيقة الصادمة في النهاية بعد أن يعثر على شاهد عيان للحادث ويخبره كل ما حدث.

## طاقم العمل
- حسن الرداد: (عمر)
- هنا شيحة: (ندى)
- بسمة: (ليلى)
- محمد لطفي: (وهيب العزازي)
- وليد فواز: (راجح)
- ريم عبد القادر: (خديجة)
- أحمد صيام: (طارق)
- كريم عبد الخالق: (حسام)
- ميريت عمر الحريري: (د. نهال)
- يحيى أحمد: (أبو حماد)
- تامر فرج: (عادل)
- أيمن عزب: (د. ياسر)
- محمود عزت: (هشام)
- إيمي إسلام: (سكرتيرة راجح)
- عبد الرحيم حسن: (شكري والد عمر)
- مصطفى حمزة: (كريم)
- حسن عيد: (مساعد دكتور ياسر)
- بثينة توكل: (داليدا)
- أيمن الشيوي: (أزاد)